# Resolutie 1353 Veiligheidsraad Verenigde Naties
Resolutie 1353 van de Veiligheidsraad van de Verenigde Naties werd unaniem door de VN-Veiligheidsraad aangenomen op 13 juni 2001.

## Inhoud

### Waarnemingen
Op 16 januari was er een debat geweest over het versterken van de samenwerking met landen die troepen
bijdroegen (aan vredesmissies). De VN-Veiligheidsraad is verantwoordelijk voor de internationale vrede en
-veiligheid en wilde de capaciteit van de VN op dat gebied versterken. Daarbij moest de veiligheid van de
vredeshandhavers en ander VN-personeel verzekerd worden.

### Handelingen
Daarom werden de beslissingen en aanbevelingen in annex aangenomen. De werkgroep over vredesoperaties werd
gevraagd verder te werken om de capaciteit nog te vergroten en ook binnen de 6 maanden de nu aangenomen
maatregelen te beoordelen.

### Annex I

#### A – Principes van samenwerking met landen die troepen bijdragen
Het partnerschap met landen die troepen bijdragen kon worden versterkt door gedeelde verantwoordelijkheid om
personeel, steun en voorzieningen te leveren voor de vredeshandhaving. Landen moesten ook zorgen dat hun
troepen in staat waren de mandaten uit te voeren. Daarvoor was internationale samenwerking voor
opleidingen, logistiek en materiaal nodig. Het Secretariaat van de Verenigde Naties moest de troepen de
nodige ondersteuning geven.

#### B – Operationele kwesties
De secretaris-generaal regelmatig samen te zitten met de landen
tijdens missie om deze te beoordelen en hier lessen uit te trekken voor toekomstige missies. Het was ook nuttig
dat landen voor de missie op verkenning kwamen in het betrokken gebied. De capaciteit van het Secretariaat om
informatie te vergaren en analyseren moest worden versterkt zodat ze beter advies kon geven aan de Veiligheidsraad
en de landen. Ook moest er een informatieprogramma komen om publieke steun te krijgen voor missies.

#### C – Andere mechanismen
Een mogelijkheid om de operaties te versterken was gebruikmaken van het Generale Staf-Comité.

#### D – Opvolging
Binnen de 6 maanden zou de Veiligheidsraad de vergaderingen met de landen beoordelen om te zien of die het
huidige systeem konden verbeteren.

### Annex II
Er gingen consultaties komen met de troepenbijdragende landen in de volgende formaten:
A. Publieke of gesloten vergaderingen van de Veiligheidsraad met deelname van deze landen,
B. Consultatievergaderingen met deze landen,
C. Vergaderingen van het Secretariaat met deze landen.

## Verwante resoluties
- Resolutie 1325 Veiligheidsraad Verenigde Naties (2000)
- Resolutie 1327 Veiligheidsraad Verenigde Naties (2000)
- Resolutie 1366 Veiligheidsraad Verenigde Naties
- Resolutie 1379 Veiligheidsraad Verenigde Naties

Lijst ·  1335 ·  1336 ·  1337 ·  1338 ·  1339 ·  1340 ·  1341 ·  1342 ·  1343 ·  1344 ·  1345 ·  1346 ·  1347 ·  1348 ·  1349 ·  1350 ·  1351 ·  1352 ·  1353 ·  1354 ·  1355 ·  1356 ·  1357 ·  1358 ·  1359 ·  1360 ·  1361 ·  1362 ·  1363 ·  1364 ·  1365 ·  1366 ·  1367 ·  1368 ·  1369 ·  1370 ·  1371 ·  1372 ·  1373 ·  1374 ·  1375 ·  1376 ·  1377 ·  1378 ·  1379 ·  1380 ·  1381 ·  1382 ·  1383 ·  1384 ·  1385 ·  1386